# Rhinanthus subulatus
Rhinanthus subulatus là loài thực vật có hoa thuộc họ Cỏ chổi. Loài này được Soó miêu tả khoa học đầu tiên.